# Gunzen

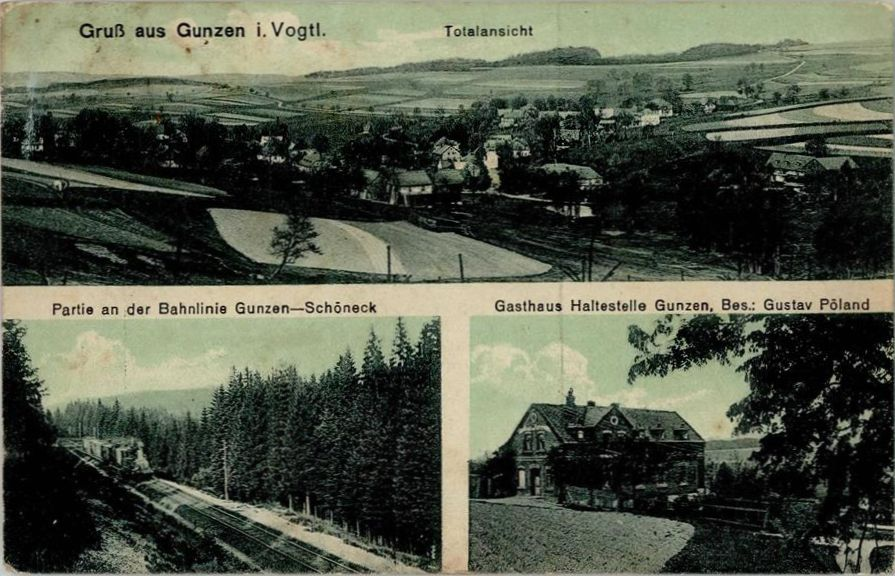
Gunzen (um 1905)

Gunzen ist ein Ortsteil von Schöneck im sächsischen Vogtland. Der Ort wurde am 1. Januar 1995 eingemeindet. In der Gemarkung von Gunzen liegt die Siedlung Zwotental mit dem gleichnamigen Bahnhof Zwotental.

## Geografische Lage und Verkehr
Die Nachbarorte sind Wohlbach, Breitenfeld, Zwota und Eschenbach. Das Dorf liegt im Tal des zur Weißen Elster hin entwässernden Eisenbaches, von drei Seiten eingeschlossen. Gunzen wird von Äckern und Wiesen, sowie einem reichen Bestand an Fichtenwald, umgeben.
Im Nordosten der 630 Hektar umfassenden und auf durchschnittlich 600 m Höhe liegende Dorfflur befindet sich die Siedlung Zwotental, die zusammen mit dem auf 675 m gelegenen und 1875 erbauten Bahnhof Zwotental (bis 1909 „Bahnhof Zwota“) entstanden ist. Im Zwotental befindet sich eine bis in die 1990er Jahre betriebene Mülldeponie, die mittlerweile rekultiviert wurde. Zwotental liegt am Zwotawasser, das westlich des Orts entspringt und als Zwota in die Eger entwässert.
Nördlich des Dorfes finden sich die unter Naturschutz gestellten Orchideenwiesen und im Dorf selbst drei Griebenherde, die einst zur Herstellung von Pech für die Eigenversorgung dienten. Der am Dorfausgang Richtung Eschenbach stehende Griebenherd aus Schiefer ist der größte seiner Art im Vogtland.
Durch Gunzen führt die Bahnstrecke Chemnitz–Aue–Adorf. Der Ort besitzt neben dem Bahnhof Zwotental auf Gunzener Flur seit 1908 einen eigenen Haltepunkt.
Gunzen ist mit der vertakteten RufBus-Linie 97 des Verkehrsverbunds Vogtland an Schöneck angebunden. Dort besteht Anschluss zur PlusBus-Linie 90 nach Plauen und Oelsnitz.

## Geschichte

### Gründung
Gunzen wurde im Zuge der Ostbesiedelung der Franken um 1200 als Waldhufendorf zusammen mit den benachbarten Dörfern und der Stadt Schöneck gegründet.
Das Dorf wurde nahe der Quelle des Eisenbaches errichtet, woher sich auch der Name „Gunzen“ ableiten dürfte, da letzteres eine Quelle bezeichnet. Der Dorfbach markiert gleichzeitig die Grenze zwischen den Bistümern Naumburg und Bamberg, so dass die Einwohner der Nordseite nach Schöneck, die der Südseite nach Markneukirchen eingepfarrt sind. 1409 wird Gunzen das erste Mal in einer Urkunde erwähnt (damals noch „zu der Guntzen“ geschrieben), als Peter von Thoß zu Marieney der Gemeinde die im Nordosten des Dorfes gelegene Wüstung Pechtelsgrün (im Dialekt der Bewohner „Bachlitzgrie“ genannt) zur Holznutzung übereignet. Mit der Wüstung ist auch die Sage von der Ortsgründung verbunden.

### Die Sage von der Ortsgründung
Unter den Einwohnern hat sich aus alter Zeit die Überlieferung erhalten, dass Gunzen einst am Standort der Wüstung Pechtelsgrün gegründet wurde und die Einwohner erst später in den Bereich der Mühle bachabwärts an den heutigen Standort umgesiedelt sind. Als Grund für die Umsiedlung wird der Hussitenkrieg genannt.
Die Sage wirft einige Probleme auf, vermutlich haben sich auch hier Wirklichkeit und Phantasie vermischt.
- Die Ersterwähnung der Mühle in Gunzen fällt in das Jahr 1583 als Jobst Jorum als Müller genannt wird. Frühere Dokumente (Einwohnerliste, Türkensteuerliste) berichten von keiner Mühle.
- Pechtelsgrün war bereits Wüstung, bevor die Hussiten ins Vogtland kamen.

Möglicherweise war es so, dass Pechtelsgrün aus wirtschaftlichen Gründen oder z. B. während der Pest um 1350 verlassen wurde und die Bewohner nach Gunzen übersiedelten. Die Flur Pechtelsgrün wurde daraufhin mit zu Gunzen geschlagen, die fortan als Gemeindewald genutzt wurde.

### 15. bis 19. Jahrhundert
Gunzen gehörte ursprünglich zum Amt Plauen. Diese Verbindung wurde auch nicht gelöst, als die Herrschaft Schöneck/Vogtl. in Voigtsberger Besitz wechselte. 1409 wurde dem Ort von Peter Thoß zu Marieney die Nutzung der Wüstung Pechtelsgrün verbrieft. Dieser bat die Egerer, die mit dem Herrn von Plauen in Fehde lagen, um Schonung seiner Hintersassen zu Wohlbach und Gunzen.:S. 458 Während der Plauener Fehde überfielen 1477/1478 Söldner unter Bruch des Waffenstillstandes das Dorf: 11 Pferde wurden gestohlen, 3 Bauern ermordet, eine Frau mit einem Pfeil durchschossen und eine andere Frau tödlich verwundet.:S. 459 1496 verkaufte Peter Thoß zu Marieney das Dorf, zusammen mit Wohlbach, mit allen Rechten an Eberhart Thoß zu Erlbach.
Wie auch die meisten umliegenden Dörfer beteiligen sich 1525 die Bauern von Gunzen am Bauernkrieg. 1548 baten sie ihren Landesherren, den Burggrafen zu Meißen, um Schutz gegen Übergriffe ihres Lehnsherrn, des Junckers Joachim Thoß.:S. 51 Die Gunzener Mühle wurde erstmals im Jahr 1583 erwähnt. Nachdem im Jahr 1599 die Pest ausgebrochen war, starben im thossischen Rittergut vier Mägde und Knechte sowie der Verwalter Lorentz Rüdell. 1605 verabschiedeten die Einwohner von Gunzen mit dem Juncker Georg Wolf Thoß eine Vereinbarung über Holznutzung, Hut, Trift und Vogelfang auf der Wüstung Pechtelsgrün, sowie über Fischerei, Waldfrohn, Schäferei, Haferzinse und Siegelgeld.:S. 70 ff.
Seitdem Gunzen im Jahr 1606 durch den Rat der Stadt Adorf gekauft wurde, ist eine Zugehörigkeit zum Amt Voigtsberg belegt. Für 7000 rheinische Gulden kaufte Gunzen im Jahr 1609 das ehemalige Rittergut des Georg Wolf Thoß vom Rat der Stadt Adorf und wandelte es wieder in die drei ursprünglichen Bauerngüter um.:S. 40 1853 verkaufte die Gemeinde Gunzen die seit 1409 gemeinschaftlich genutzte Wüstung Pechtelsgrün an den sächsischen Staat.
Gunzen gehörte bis 1856 zum kursächsischen bzw. königlich-sächsischen Amt Voigtsberg. Nach 1856 gehörte der Ort zum Gerichtsamt Markneukirchen und ab 1875 zur Amtshauptmannschaft Oelsnitz.

### 20. Jahrhundert bis zur Gegenwart

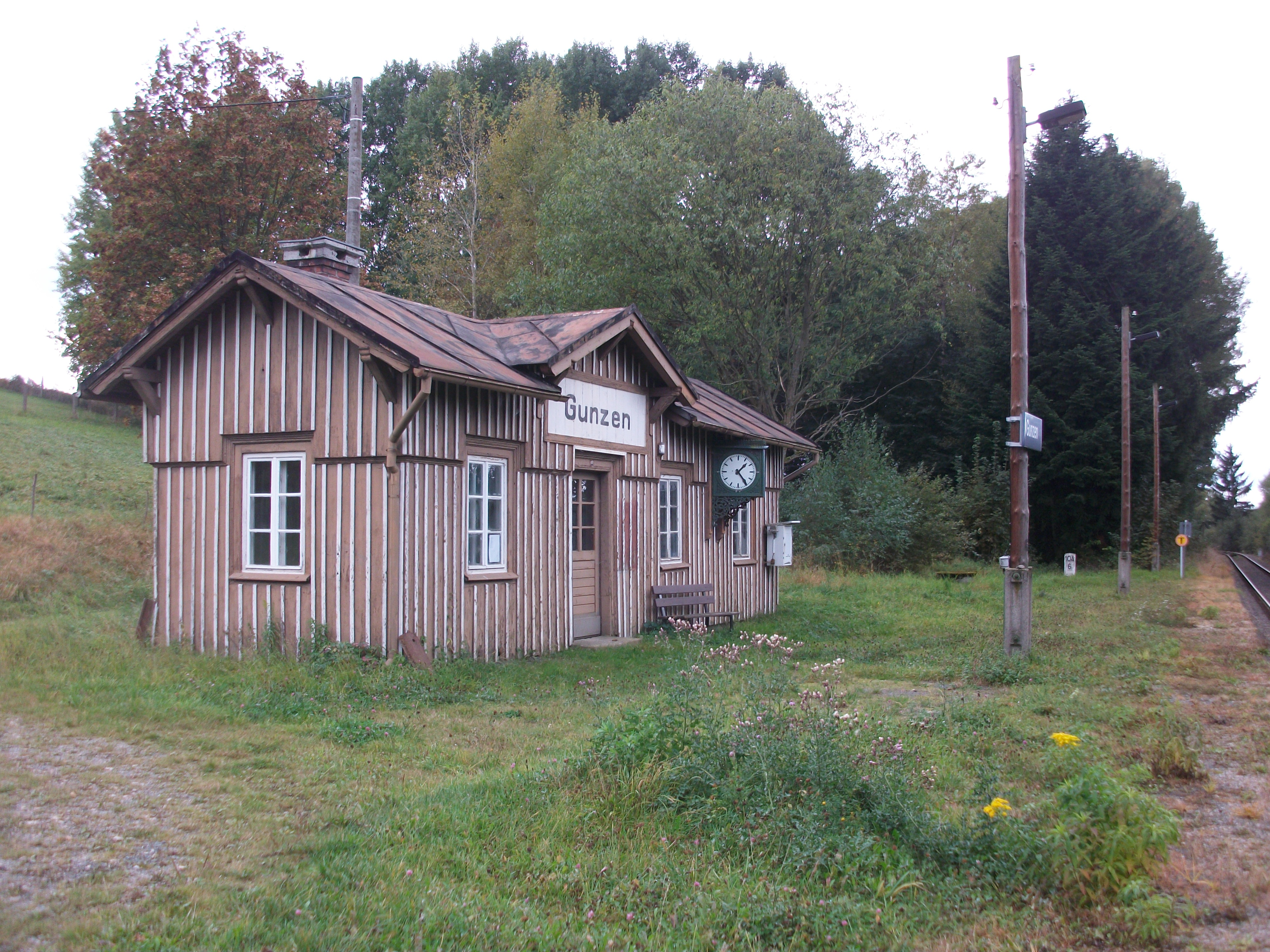
Haltepunkt Gunzen (2016)

Mit der Eröffnung der Bahnstrecken Chemnitz–Aue–Adorf und Zwotental–Klingenthal entstand 1875 auf Gunzener Flur der „Bahnhof Zwota“, der 1909 in „Bahnhof Zwotental“ umbenannt wurde. Am 1. November 1908 erhielt Gunzen an der Bahnstrecke Chemnitz–Aue–Adorf einen eigenen Haltepunkt im Ort. Dessen hölzerne Wartehalle ist bis heute erhalten. 1912 erfolgte die Elektrifizierung des Dorfs. Im Ersten Weltkrieg (1914–1918) fielen acht Gunzener Einwohner.
Durch die zweite Kreisreform in der DDR kam die Gemeinde Gunzen im Jahr 1952 zum Kreis Klingenthal im Bezirk Chemnitz (1953 in Bezirk Karl-Marx-Stadt umbenannt), der 1990 als sächsischer Landkreis Klingenthal fortgeführt wurde und 1996 im Vogtlandkreis aufging.
Durch die Eingemeindung nach Schöneck/Vogtl. wurde die Gemeinde Gunzen mit der Siedlung Zwotental am 1. Mai 1995 ein Ortsteil und eine Ortschaft der Stadt Schöneck/Vogtl. Zum 8. Dezember 2012 wurde der planmäßige Schienenpersonennahverkehr auf dem Streckenabschnitt Zwotental–Adorf (Vogtl) durch den zuständigen Verkehrsverbund Vogtland abbestellt. Seitdem gibt es in Gunzen keinen regelmäßigen Zugverkehr mehr. Der Bahnhof Zwotental wird heute von der Vogtlandbahn bedient.
An der Stelle des Tanzsaales in der Dorfmitte entstand 2022 ein neues Veranstaltungsgebäude mit einem geräumigen Veranstaltungsraum, angebaut ist auch das neue Feuerwehrdepot.

### Die Mühle
Die Mühle liegt direkt am Eisenbach auf der Südseite des Dorfes und ist somit nach Markneukirchen gepfarrt. Da die Kirchenbücher erst 1748/49 beginnen sind die genauen Lebensdaten für die Müller nicht bekannt. Bis etwa 1800 war die Familie Goram (auch Joram geschrieben) Besitzer. Neben dem Mahlgang ist zumindest für das 19. Jahrhundert ein Schneidegang nachgewiesen.
- 1583: Jobst Jorumb[9]
- 1628: Michel Jhoram[10]
- 1643, 1664: Michel Goram (auch Gorramb, Jhoram)[2]
- 1678, 1689: Michel Goramb[2]
- ab ca. 1710: Adam Goram (1686–1765)[11]
- 1759: Adam Goram (1733–1799)[2]
- um 1860: Christian Gottfried Erdmann Braun[12]
- Albin Adler (1863–1904)[2]
- Karl Adler (1890–1915)[2]
- Anna Adler (1890–1957)[2], Witwe von Karl Adler, spätere Frau von
- Ernst Sämann (1881–1969)[2]

Das Mühlenprotokoll von 1683 gibt folgende Auskunft:
„Die Mühle zu Guntzen. Liegt an einen Bächlein, welche nur von quellen in den Wiesen zusammenlauffet und formiret wird, hat nur einen gang und gehöret eigenthümblich den Müller Michael Gorram. Die Gerichte aber gehören dem Rath zu Adorff. Ist Adorfer maß.“ (1 Adorfer Scheffel = 172,02 l)

### Bevölkerung
- Um 1400 11 Bauerngüter[14]
- 1496: 11 lehnspflichtige Einwohner werden genannt[15]
- 1506: Gunzen stellt dem Amt „16 Mannschaften“, jeder ganze oder halbe Hof stellt eine Armbrust, jede Herberge einen Spieß.[16]
- 1542: Die Türkensteuerliste nennt 17 steuerpflichtige Höfe.
- 1557: 15 Bauernhöfe und einer „Wittwe Heußlein“[2]
- 1583: 46 Steuerzahler werden erfasst[2]
- 1605: 8 Höfe, 2 Herbergen und 1 Rittergut (aus 3 ehemaligen Höfen)[17]
- 1871: 235 Einwohner[18]
- 1930: 350 Einwohner in 93 Haushalten und 61 bewohnten Gebäuden (Gunzen und Zwotental)[19]
- 1950: 450 Einwohner
- 1970: 320 Einwohner
- März 1991: 197 Einwohner
- Februar 2019: 129 Einwohner (ohne Zwotental)

## Politik
Ortsrichter
Die Jahreszahlen beziehen sich auf die bisher nachgewiesenen Amtszeiten
- 1611: Thoma Ficker
- 1617–1633: Peter Ficker
- 1643–1652: Paulus Ruthart
- 1657–1683: Nicol Ficker
- 1689: Christoph Zimmer
- 1695–1702: Adam Güter
- 1703– ca. 1730: Johann Eichhorn
- vor 1762: Johann Männel
- 1762–1764: Johann Georg Ficker
- 1769: Johann Adam Männel
- 1782, 1785: Georg Friedrich Prager
- 1793: Johann Michael Ficker
- 1824: Christian Friedrich Ficker
- 1831, 1834: Christian Friedrich Prager

Bürgermeister und Ortsvorstände
- 1854 Gemeindevorstand Weller
- 1875–1893: Friedrich Gottfried Prager
- 1893–1920: Emil Paulus
- 1920–1933: Edwin Stark
- 1933–1945: Paul Dölling
- 1945: Paul Nötzold
- 1945: Fritz Siegel
- 1946–1955: Walter Marschall
- 1955–1956: Gottfried Geyer
- 1956–1960: Horst Dölling
- 1961–1964: Heinrich Jäger
- 1964–1984: Erhard Hellinger
- 1984–1985: Christine Weller
- 1985–2004: Günther Prinz (bis 1994 als Bürgermeister)
- seit 2004: Ingo Penzel

## Kultur

### Vereine
- Freiwillige Feuerwehr, seit ca. 1900
- Militärverein (zusammen mit Wohlbach), bis 1933 (?)
- Pfeifenklub, 1913 – ?
- Jugendverein „Lyra“, 1889–1932 (?)
- Männergesangsverein, 1884–1914
- Gesangsverein, 1922 (?)–1939 (?)
- Turnverein, 1922–1939
- Jugendklub (ab 1973)
- Verein „Gunzen 1409 e. V.“ (ab 2009)

### Tradition
Kirchweihfest („Kirwe“) und Höhenfeuer („Besenbrennen“)

## Söhne und Töchter des Ortes
- Michael Weller (1633 Gunzen – 1704 Niederklobikau), 1659–1668 Substitut, 1668–1704 Pfarrer in Niederklobikau
- Nicolaus Ficker (geb. 1632 in Gunzen, gest. vor 1697), Schulmeister in Regnitzlosau
- Carl Friedrich Prager (1764 Gunzen – 1817 Markneukirchen), ab 1794 Feldprediger des Albrechtischen Dragonerregiments, ab 1798 Diakon in Markneukirchen
- Christian Gottlob Weller (geb. 1810 Gunzen, gest. 1884), Schulamtskandidat in Leipzig, Studium der Philosophie, ab 1835 Gymnasiallehrer am Bernhardinum in Meiningen, Autor mehrerer Latein-Lehrbücher
- Emil Schuster (1859 Gunzen – 1945 Plauen), Schriftsteller, Rektor im Plauen
- Günther Schlosser (1928–1994 (?)), Pädagoge und Hochschullehrer